# Krieewelsch
Die Krefelder Mundart oder das Krefelder Platt (mundartlich Krieewelsch Platt oder Krieewelsch, was wörtlich Krefeldisch bedeutet) ist ein Dialekt des Limburgischen, einer Regionalsprache aus der Region Niederrhein. Krieewelsch ist somit sprachwissenschaftlich gesehen als südniederfränkischer Dialekt der niederfränkischen Mundarten einzuordnen. Eine präzise Einordnung ist nicht möglich, da sich die Stadt Krefeld im Grenzgebiet von gleich mehreren Dialektgruppen und Mundarten befindet. Auch die Uerdinger Linie (Ik-Ech-Linie) verläuft direkt am nordöstlichen Krefelder Stadtrand zwischen dem heutigen Stadtteil Uerdingen und den heute zur Stadt Duisburg gehörenden Orten, wobei der nördlichste Stadtteil Hüls ebenfalls nördlich dieser Linie liegt.

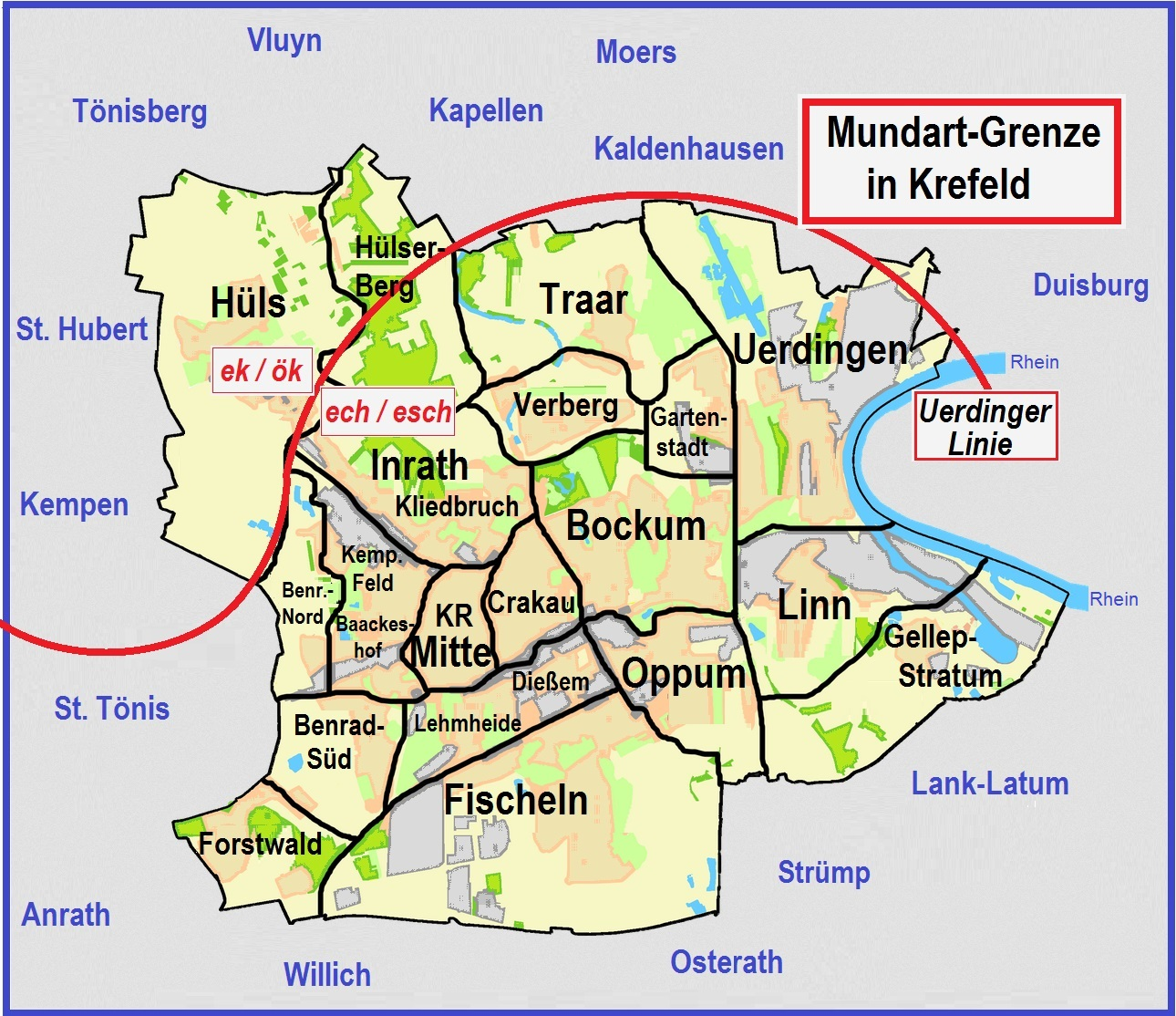
Uerdinger Linie – ik/ich-Grenze – im Verlauf der Stadt Krefeld

Wie viele Lokalsprachen im Nordwesten Deutschlands wird auch Krieewelsch mit dem Begriff Platt benannt. „Wir kalle Krieewelsch Platt on püemele os satt“ heißt etwa eine Veranstaltung unter Beteiligung des Krefelder Mundartkreises (Wir reden Krefelder Platt und essen uns allmählich und in kleinen Häppchen satt – eine etwas schiefe Übersetzung).
In den eingemeindeten Krefelder Stadtteilen Fischeln, Oppum oder Hüls gibt es zum Teil erhebliche sprachliche Unterschiede, hauptsächlich in der Betonung, der Aussprache, aber auch in unterschiedlichen Bedeutungen. Besonders der am Anfang des 20. Jahrhunderts zu Krefeld eingemeindete Stadtteil Uerdingen pflegt bis heute sein „Oedingsch“. Kennzeichnend für das im Stadtteil Hüls gesprochene Hülser Platt (Hölsch Plott) ist die Verwendung von „ek“ oder „ök“  für das hochdeutsche Personalpronomen „ich“.
Fischelner Plattsprecher sind eindeutig am Hilfsverb haben zu erkennen. Während es in Krefeld häbbe heißt, sagen die Fischelner han. Ich häbb kien Tied – Ich hann kien Tied.
Zu Beginn des 17. Jahrhunderts zählte Krefeld gerade einmal 350 Einwohner. Nur hundert Jahre später waren es bereits mehr als siebenmal so viele. Die meisten Einwohner waren keine gebürtigen Krefelder, sondern Glaubensflüchtlinge aus den umliegenden Orten und später aus ganz Deutschland, die in Krefeld, welches zu Oranien gehörte, eine Zuflucht fanden und hier heimisch wurden. Heute kann aufgrund dieser Vermischung unterschiedlichster Dialekte nicht mehr genau geklärt werden, was ursprünglich als Krefelder Mundart gesprochen wurde. Die Fachsprache der Weber und Seidenweber hat das Platt nachhaltig beeinflusst; viele Entlehnungen, wie „in Schuss halten“ oder „etwas auf die Kette kriegen“, haben es längst in die deutsche Standardsprache geschafft.

## Ripuarische Einflüsse
Aus dem Ripuarischen stammen der j-Anlaut und -Mittenlaut bei Wörtern mit g wie jejange (gegangen).
Des Weiteren die Koronalisierung der ich-Laute, die Richtung sch tendieren, wie in esch (ich), mesch (mich).
Von den drei Formen der Velarisierung im Ripuarischen
von d/t zu k oder g wie in wick = weit
von n zu ng ng wie in Wing = Wein; Ring = Rhein
von nd/nt zu ng/nk wie in Hunck = Hund; unge = unten
kommt die erste Form nicht vor, die zweite Form nur sehr selten, zumeist bei weiblichen Vornamen wie Karoling (Karolin) oder Katring (Katrin), sonst nur bei Ping (Pein), Ling (Leine) und Mellizing (Medizin). Das vermeintlich der zweiten Form zuzuordnende Tang für Zahn entstammt jedoch der dritten Form, da hier das niederländische Tand zu Grunde liegt. 
Die dritte Form kommt regelmäßig vor. Alle Verbindungen nt und nd werden ng oder nk gesprochen: Honk (Plural Höng) = Hund; Monk (Plural Mönger) = Mund; Wank (Plural Wäng) = Wand; onge = unten; henge = hinten.

## Weitere Einflüsse
Ein weiterer nicht unerheblicher Einfluss stammt aus der Zeit der französischen Besetzung Krefelds gegen Ende des 18. Jahrhunderts, in der einige Vokabeln aus dem Französischen als Lehnwörter in das Krieewelsch übernommen wurden. So zum Beispiel „follemente“ (= völlig verrückt) oder „der Paraplü“ (= der Regenschirm).
Auch aus dem Lateinischen, dem Wallonischen und dem Rotwelschen lassen sich Einflüsse nachweisen.
Wenn die Nachbarn von der Schääle Sie in Düsseldorf von sich sagen: „Es geht nichts über Düsseldorfer Senf.“, dann sagen die Seidenstädter: „Schmücke dein Heim mit Samt und Seide! Lott dat de Düsseldorfers ens möt denne ir Mostert make!“ („… lass das die Düsseldorfer mal mit ihrem Senf machen!“).
Wenn die Berliner aus der Hauptstadt sagen: „Uns kann keener!“, dann sagen die Krefelder: „Os könne se ens allemooele!“ („Uns können sie alle mal …!“).
Ist jemand des Standarddeutschen mächtig, aber mit Krieewelsch Platt nicht vertraut und auch mit keiner der verwandten Mundarten der nahen Umgebung, so wird er gesprochenes Krieewelsch kaum verstehen können. Daran soll sogar schon ein Geheimdienst gescheitert sein.

## Vokabeln
Einige Beispiele für Krieewelsche Wörter sind:
| Deutsch               | Krieewelsch                       | Bemerkung |
| --------------------- | --------------------------------- | --- |
| erzählen              | bötze, käuere, schwaade, vertälle | vgl. ndl. vertellen |
| rülpsen               | bölke                             | ndl.-limburgisch: röpsje |
| der Topf, das Gefäß   | dat Döppe; dä Pott                | vgl. ndl. Emmer; Pot ndl.-limburgisch: Top; Vat; Pot |
| pfeifen, surren       | fimpe                             | Buute es et fies am fimpe, draußen bläst ein unangenehmer Wind. vgl. ndl.-limburgisch: Buute es et vies aan 't wèjje, buute blieës ènne onaagename Wènjd |
| gucken                | kieke                             | vgl. ndl. kijken ndl.-limburgisch: kieke(n), luure |
| der Grünschnabel      | dä Lällbeck                       | vgl. ndl. lellen |
| das Mündchen          | dat Mönke, die Schnuut            | ndl. Mondje, Snuit ndl.-limburgisch: `et Möndje, de Sjnuut                                                                                               |
| der Nachbar           | dä Nobber                         | Ndl. Nabuur ndl.-limburgisch: de Naobber |
| das Obst              | dat Obbs                          | Jefalle Obbs mot jau jejeäte werde, Fallobst muss schnell gegessen werden. vgl. ndl-krf. moet=mot; gauw=jau; gegeten=jejeäte                             |
| die Äuglein           | die Öigskes                       | ndl. de Oogjes ndl.-limburgisch: de Öögskes |
| große Töne spucken    | praatsche                         | vgl. mndl. praet, Geschwätz |
| die Pfoten, Füße      | die Püet                          | ndl. de Poten, Voeten ndl.-limburgisch: de Püet, Vööt |
| große Hände oder Füße | die Quante                        | |
| die Seele             | die Sieel                         | Eäte on Drenke hält Liev on Sieel annien, Essen und Trinken hält Leib und Seele zusammen.                                                                |
| die Zeit              | die Tied                          | Et jövvt Tied!, Es wird Zeit! Vgl. ndl. Tijd |
| heute, dieser Tage    | vandaag                           | vgl. ndl. vandaag ndl.-limburgisch: hüü; hüütserdaag; vandaag                                                                                            |
| die Grillagetorte     | dä Jrillaschtaat                  | eine Krefelder Spezialität |

Ein Beispiel für einen kleinen krieewelschen Text ist das Gedicht „Dodröm“ von Josef Brocker:
Dä Kneit seit für däm Bur:

„wat lott Ihr mech dann jo-ehn?

Ech häbb doch nix jedo-ehn!“

„Da’s reit,“ seit du däm Bur:

„Dou häß och nix jedo-ehn,

Dröm lott ech Dech och jo-ehn!“

## Grammatik
Die Deklination der Substantive ist relativ einfach, sie unterscheidet abgesehen von Sonderfällen nur nach Einzahl/Mehrzahl und grammatischem Geschlecht. Letzteres kann sich, wie in weiträumig benachbarten Sprachen, vom standarddeutschen Geschlecht unterscheiden: „die Brille“ däm Brill, „der Liter“ dat Liter, „das Maul“ die Mull, und so weiter.
Wie viele lokale Sprachen entlang des Rheins benutzt das Krieewelsche meist keinen Genitiv, sondern stattdessen eine Umschreibung durch einen possessiven Ausdruck: „Der Schlüssel des Mannes war verschwunden“ Dä Schlüetel van dä Mann woer verschött jejange.
Ebenfalls übereinstimmend mit vielen weiträumig benachbarten Lokalsprachen werden im Krieewelsch Namen und Pronomen der Mädchen und Frauen in vielen Fällen sächlich dekliniert. Eine Besonderheit der limburgischen Sprachen findet sich ebenfalls, Artikel mit sogenannten Wohlklangslauten: „Der Onkel“ wird lieber mit dän Uohme als mit dä Uohme benannt, Wohlklangs-n und -m werden sowohl an bestimmte, wie unbestimmte Artikel angehängt und stellen keine Flexionsformen dar.
Ebenso kennt das Krieewelsche die beiden rheinischen Verlaufsformen: „Es regnet“ Et es am reäjene, und: „Er bekleckert sich wie ein Kleinkind“ Dä dieet sich bezubbele wie en klieen Titti.

## Mundartdichtung
Es gibt einen erstaunlich umfangreichen Schatz an Gedrucktem und Geschriebenem auf Krieewelsch Platt. Eine von der Krefelder Stadtbücherei in Zusammenarbeit mit dem Verein für Heimatkunde regelmäßig aktualisierte Liste der Publikationen dokumentiert dies. Viele Krefelder hatten und haben Spaß daran, ihren Dialekt in Gedichten, kleinen Erzählungen, Liedern oder Schilderungen der aktuellen Lebenswirklichkeit lebendig zu halten.
Die Vorstellungen des Mundart-Marionettentheaters „Krieewelsche pappköpp“ sind regelmäßig ausverkauft, auf Karten muss man meist viele Monate warten.